# Station Adegem
Station Adegem is een spoorwegstation langs spoorlijn 58 (Maldegem - Eeklo) in Adegem, een deelgemeente van de gemeente Maldegem.
De spoorlijn wordt nog steeds uitgebaat door het Stoomcentrum Maldegem. In het station wordt echter niet meer gestopt, tenzij op speciale gelegenheden zoals de Ballonmeeting in Eeklo.
0,0: Gent-Sint-Pieters ·
1,3: Gentbrugge-Zuid ·
2,0: Gentbrugge ·
3,1: Gent-Heirnis ·
4,0: Gent-Dampoort ·
6,1: Gent-Muide ·
8,4: Wondelgem ·
9,1: Molenheide ·
10,9: Evergem ·
14,0: Sleidinge ·
16,0: Eeksken ·
17,8: Arisdonk ·
18,8: Waarschoot ·
22,7: Eeklo ·
23,9: Boelare ·
27,8: Balgerhoeke ·
29,9: Adegem ·
32,7: Maldegem ·
37,1: Donk ·
41,6: Sijsele ·
45,7: Assebroek ·
48,3: Steenbrugge ·
51,4: Brugge